# Hormathophylla spinosa
Hormathophylla spinosa är en korsblommig växtart som först beskrevs av Carl von Linné, och fick sitt nu gällande namn av Philippe Küpfer. Hormathophylla spinosa ingår i släktet Hormathophylla och familjen korsblommiga växter. Inga underarter finns listade i Catalogue of Life.

## Bildgalleri

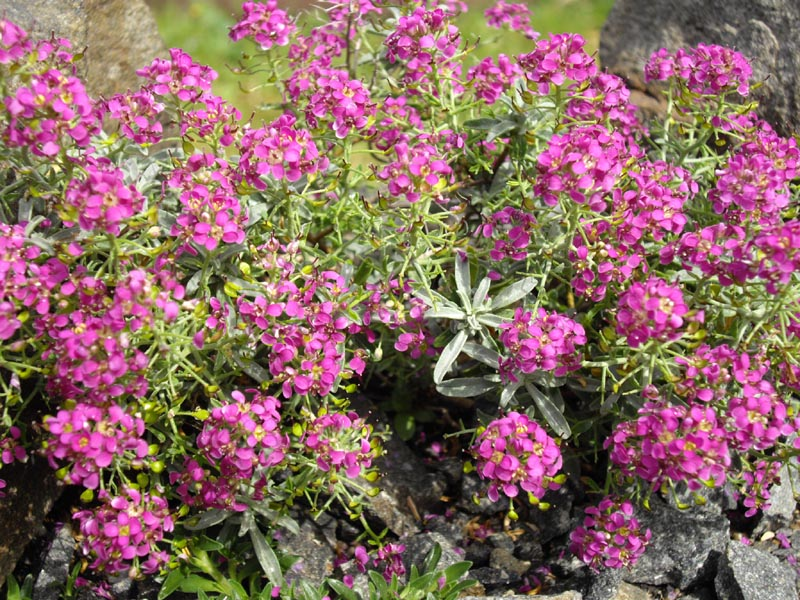
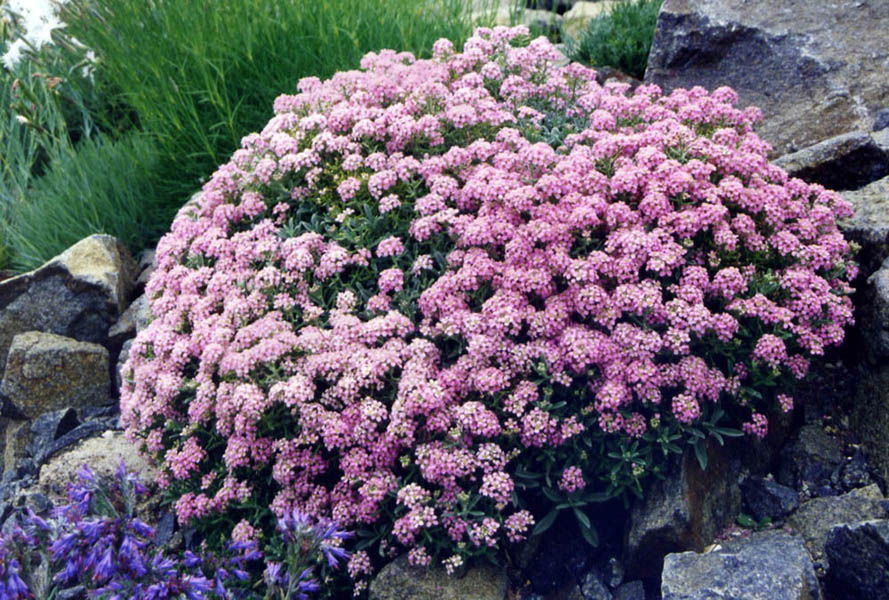
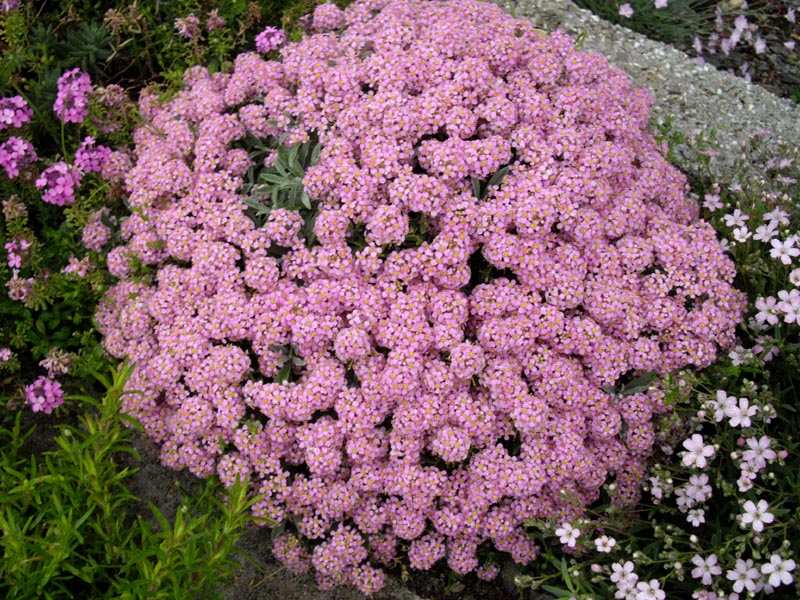
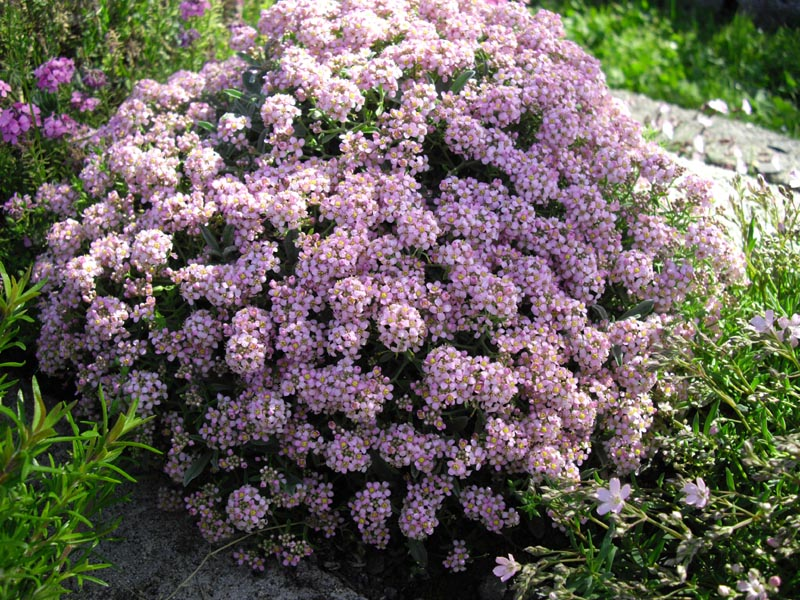
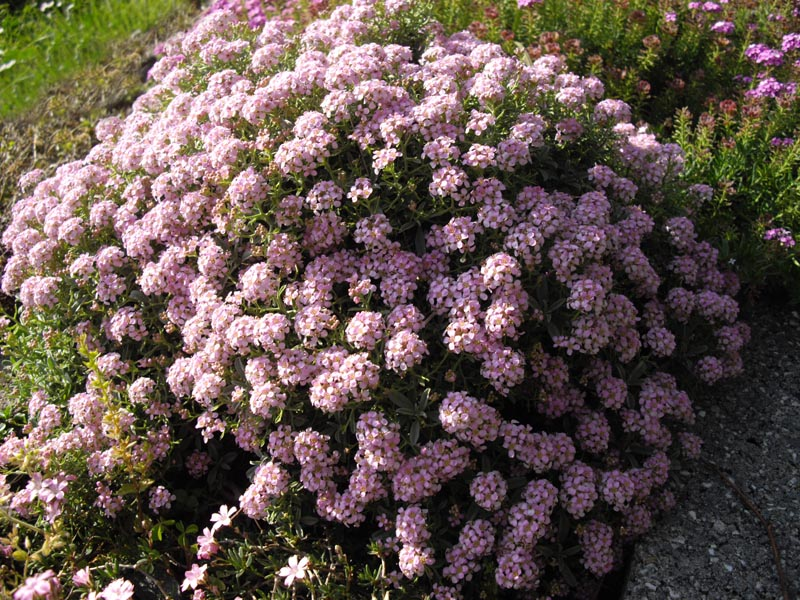
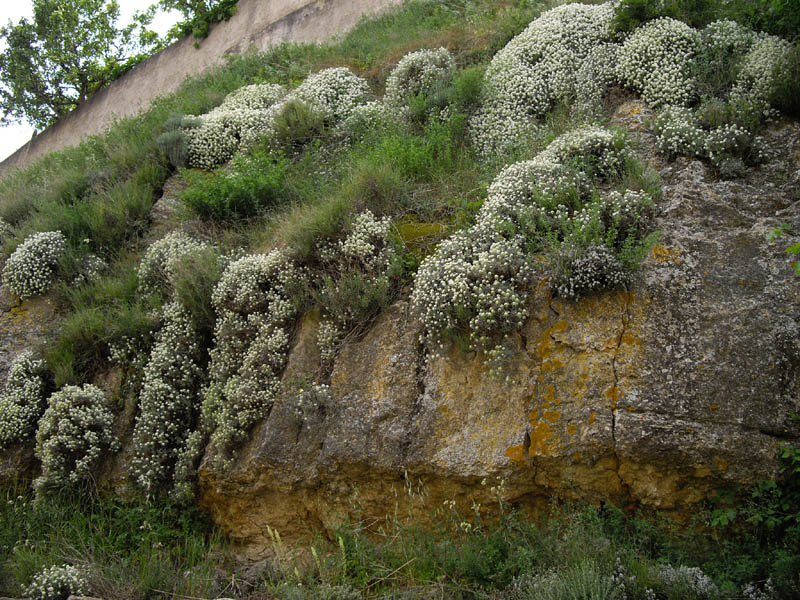